# Hedysarum boreale
Hedysarum boreale är en ärtväxtart som beskrevs av Thomas Nuttall. Hedysarum boreale ingår i släktet buskväpplingar, och familjen ärtväxter.

## Underarter
Arten delas in i följande underarter:
- H. b. boreale
- H. b. mackenzii

## Bildgalleri

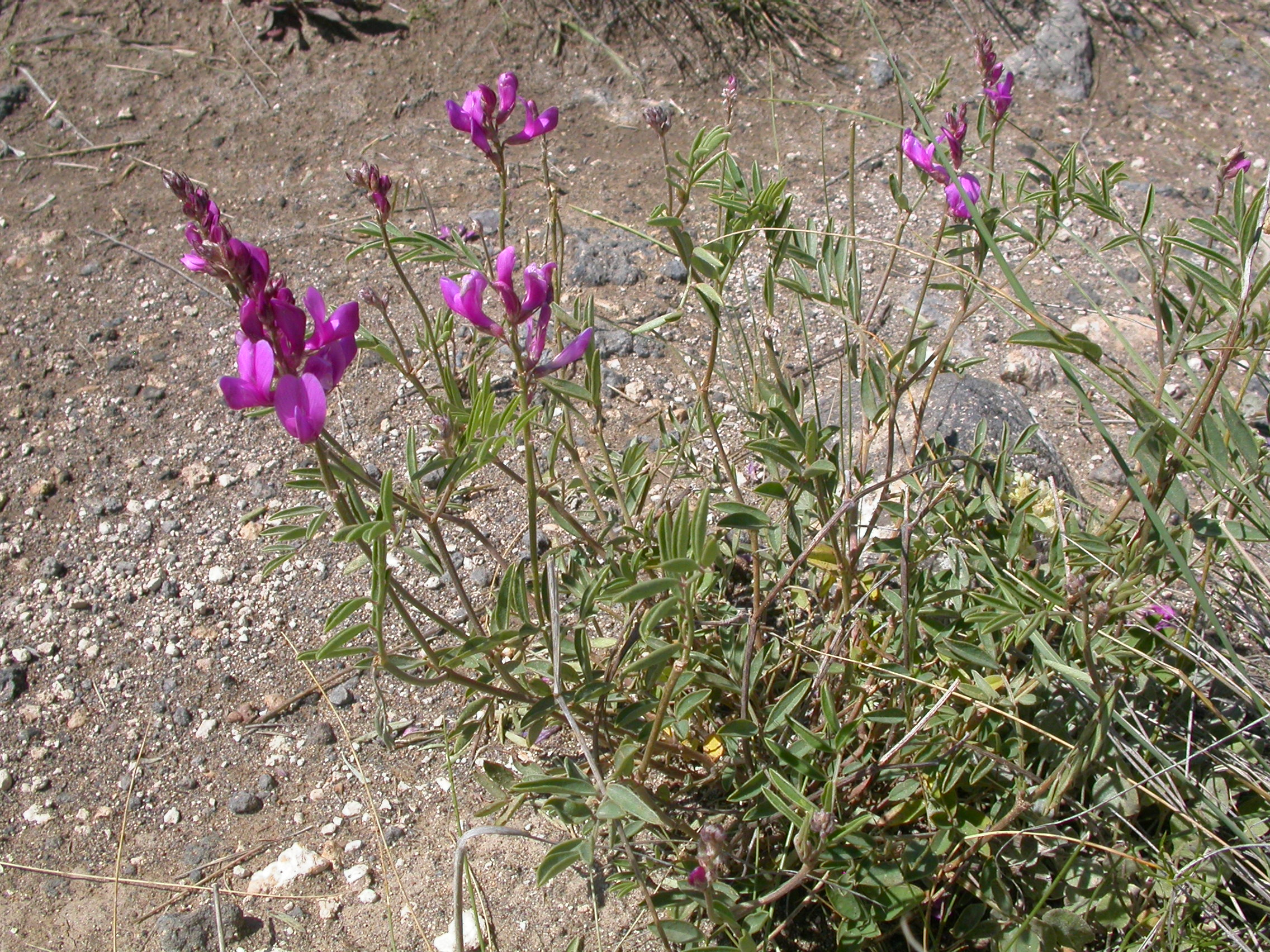
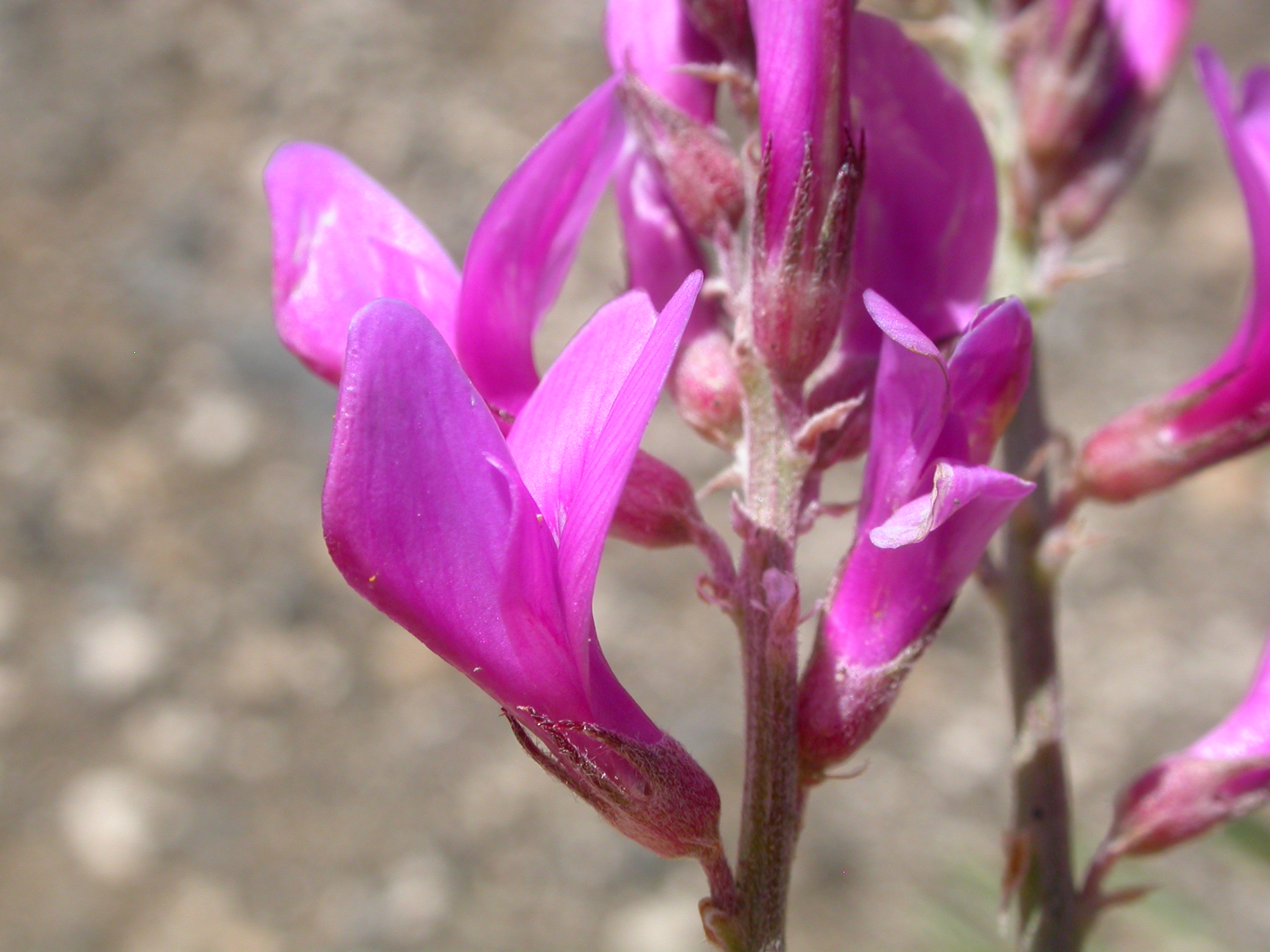
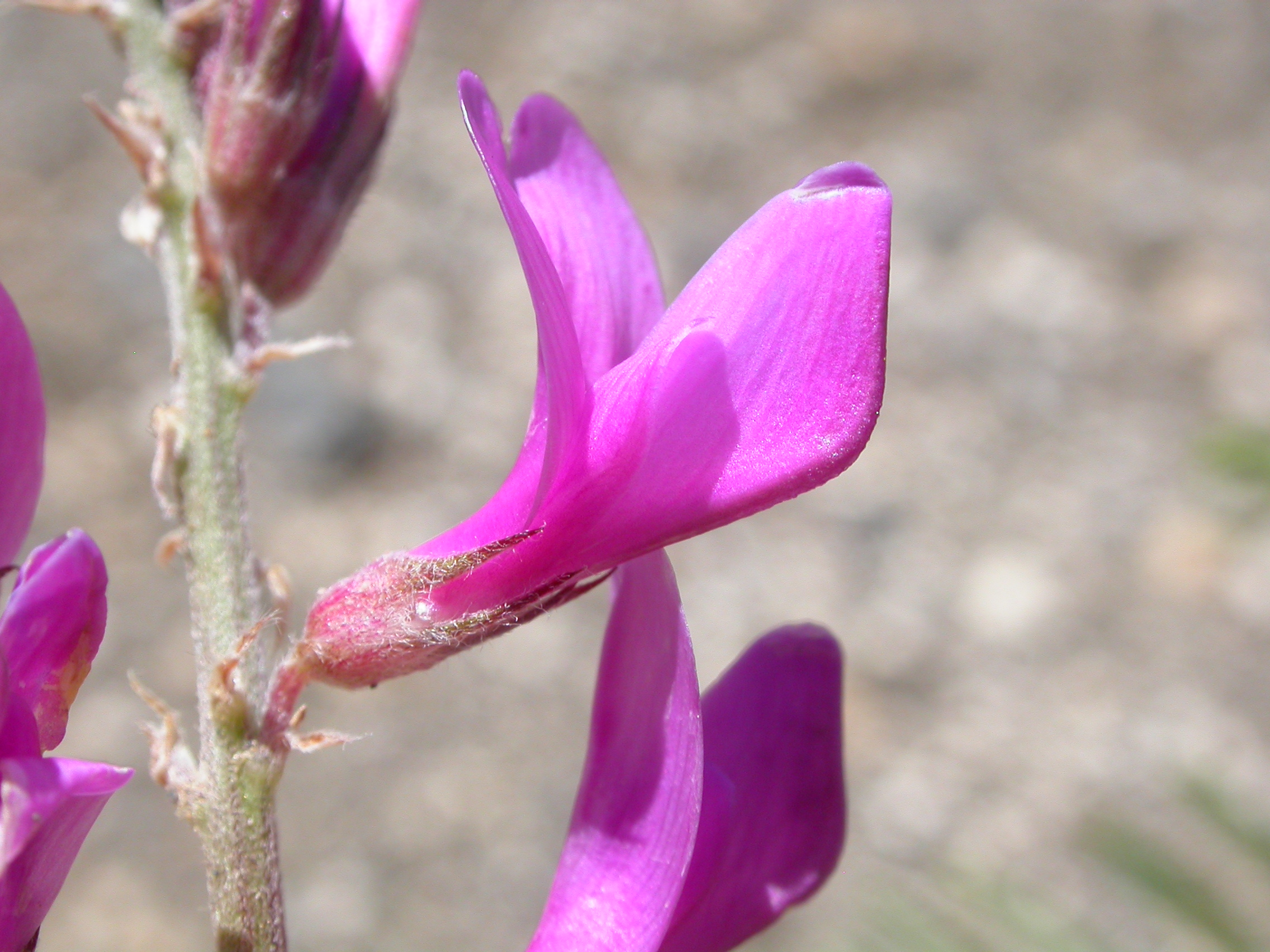
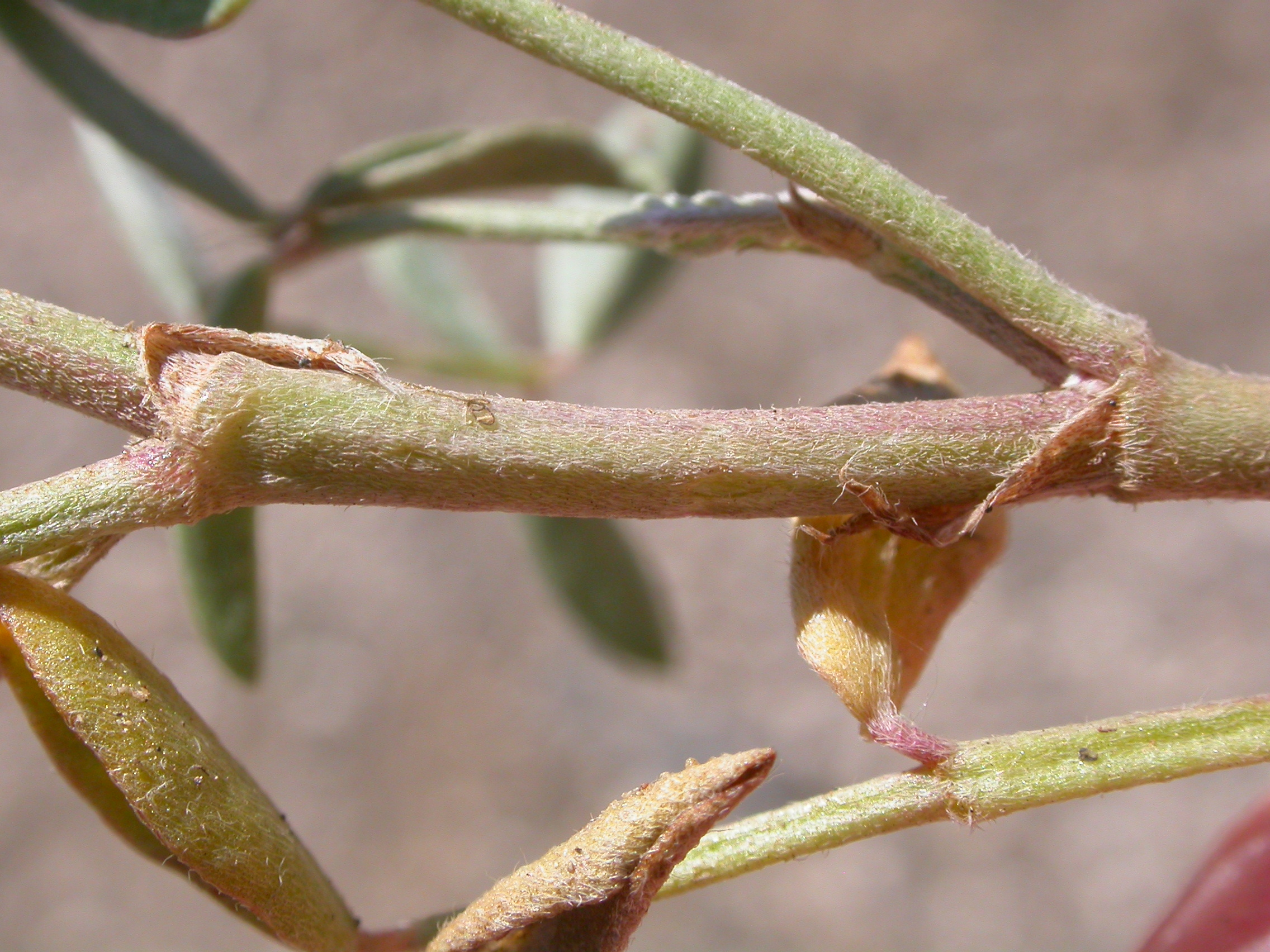